# Palais Zuccari (Florence)
Pour les articles homonymes, voir Palais Zuccari.
Le palais Zuccari (en italien : Palazzo Zuccari) est un palais situé au no 43 via Giusti (ancienne via del Mandorlo) à Florence.
Aujourd'hui il incorpore aussi la « maison Andrea del Sarto », à laquelle on accède par la via Gino Capponi (anciennement via dell'Orto dei Servi).

## Histoire
Au XVIe siècle, la zone était habitée par de nombreux artistes, en raison de sa proximité avec l'Académie du dessin de Florence, alors située dans la chapelle de San Luca de la Basilique de la Santissima Annunziata : Andrea del Sarto, Pontormo, Pérugin, les frères Da Sangallo (Palais Ximenes da Sangallo), Giambologna (Palais Quaratesi), entre autres.
Le palais Zuccari a été réalisé par le peintre Federico Zuccari pendant son bref séjour à Florence, pendant lequel il a complété les fresques de la coupole de Santa Maria del Fiore.
Avant d'habiter ce palais, Zuccari a demeuré à partir de 1577, dans la vieille maison où Andrea del Sarto a vécu cinquante ans auparavant, située à l'angle de la Via Gino Capponi.
Afin de démontrer son ingéniosité artistique, Zuccari a fait ériger ce bâtiment sur un terrain situé derrière la maison où il vivait, pour servir d'atelier entre 1578 et 1579, année de son départ soudain pour Rome et laissa la décoration à fresque inachevée.
En 1588 le palais est pris en location par l'artiste Giovanni Battista Paggi, qui finalement l'achète en 1602. Celui-ci y réalise une nouvelle fresque à l'étage supérieur. Pendant le Per tutto Cinquecento et Seicento,la « Casa Zuccari » a continué à être la demeure de nombreux artistes comme Carlo Dolci et Baldassarre Franceschini.
Depuis 1987, le palais et la casa Zuccari appartiennent à l'Association des amis du Kunsthistorisches Institut, à la suite d'un don fait par la Deutsche Bank, qui a financé, avec d'autres sponsors diverses restaurations entre 1988 et 2001.

## Architecture

### Extérieur

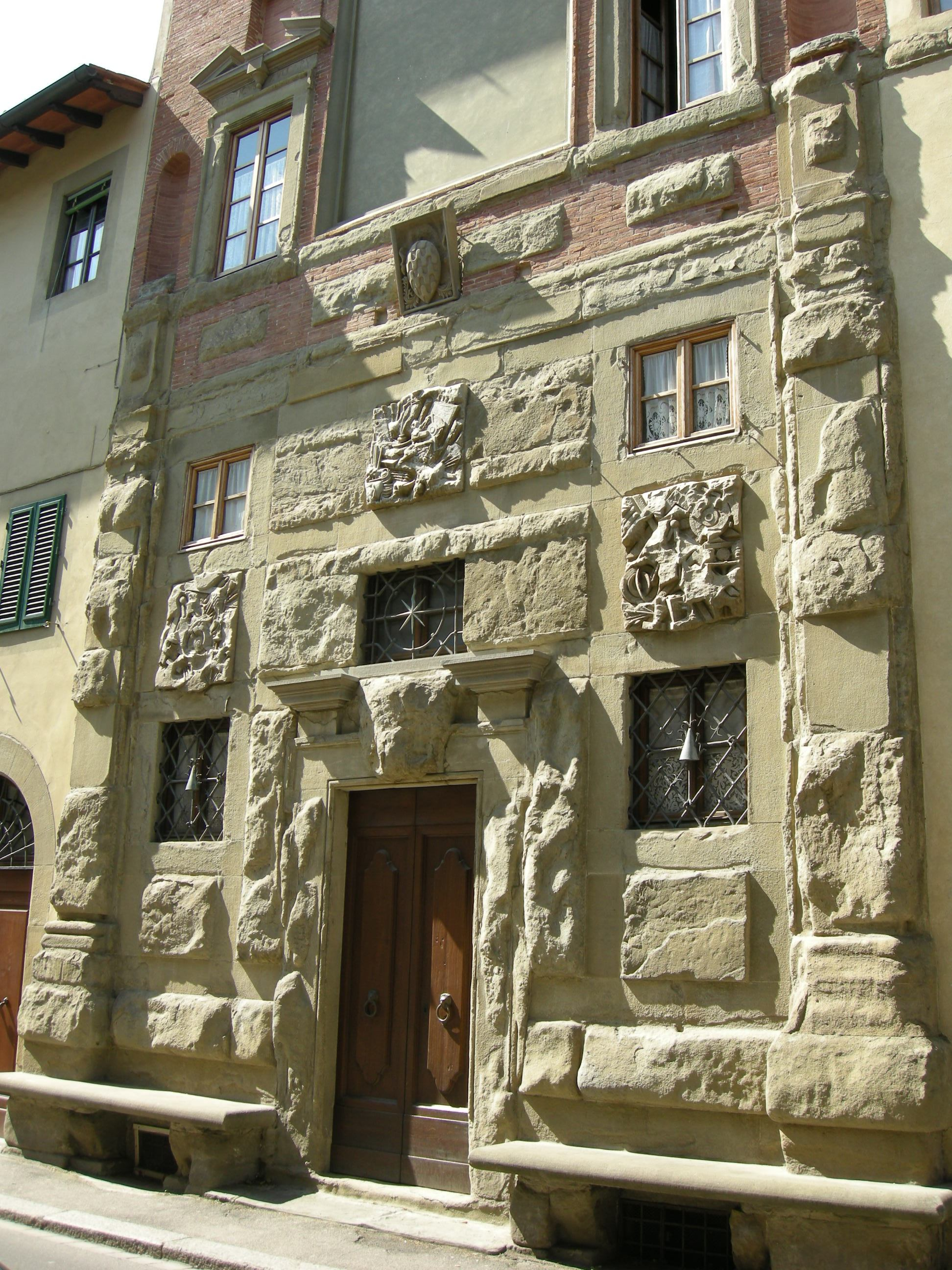
Le rez-de-chaussée
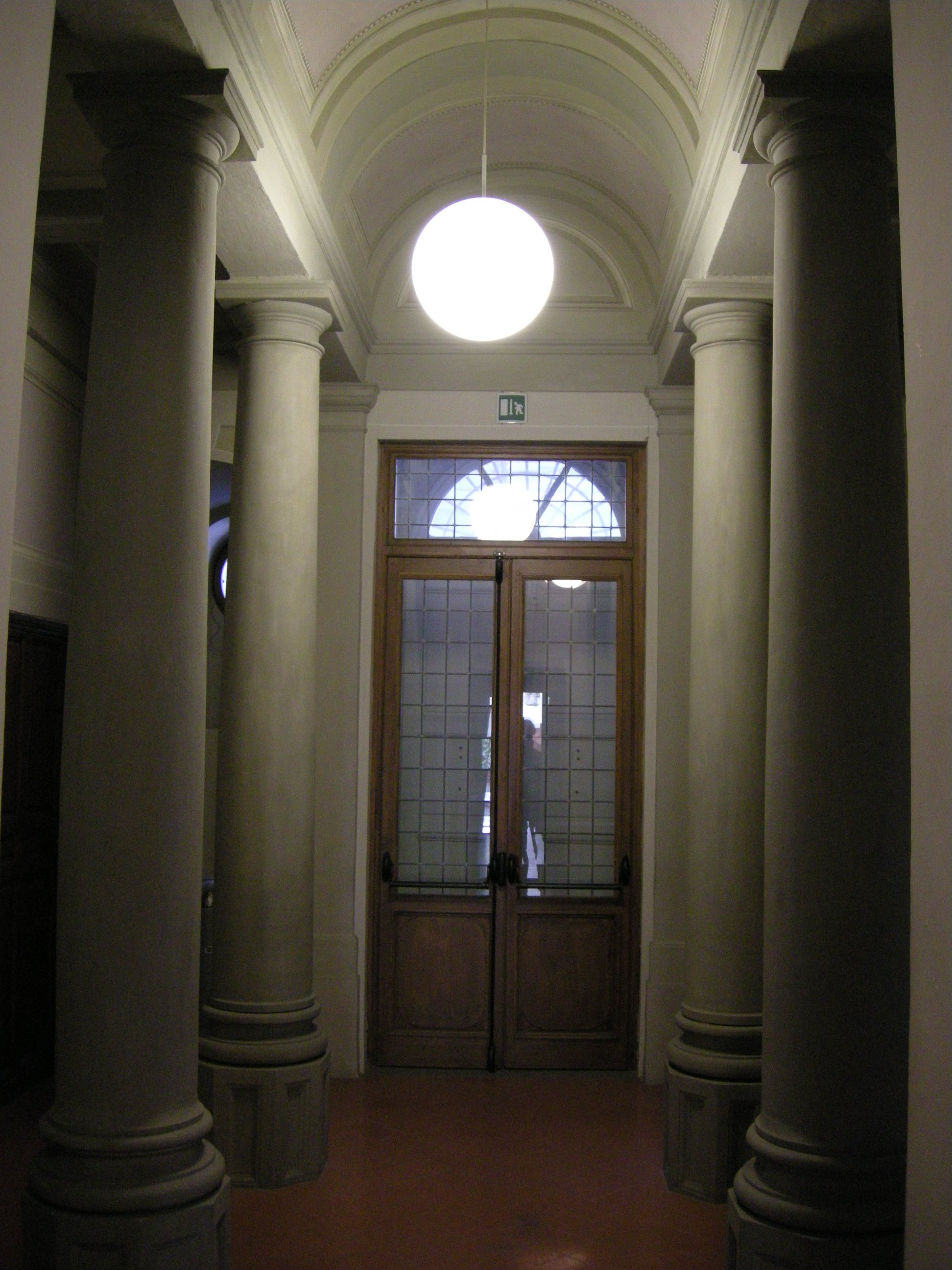
Le vestibule
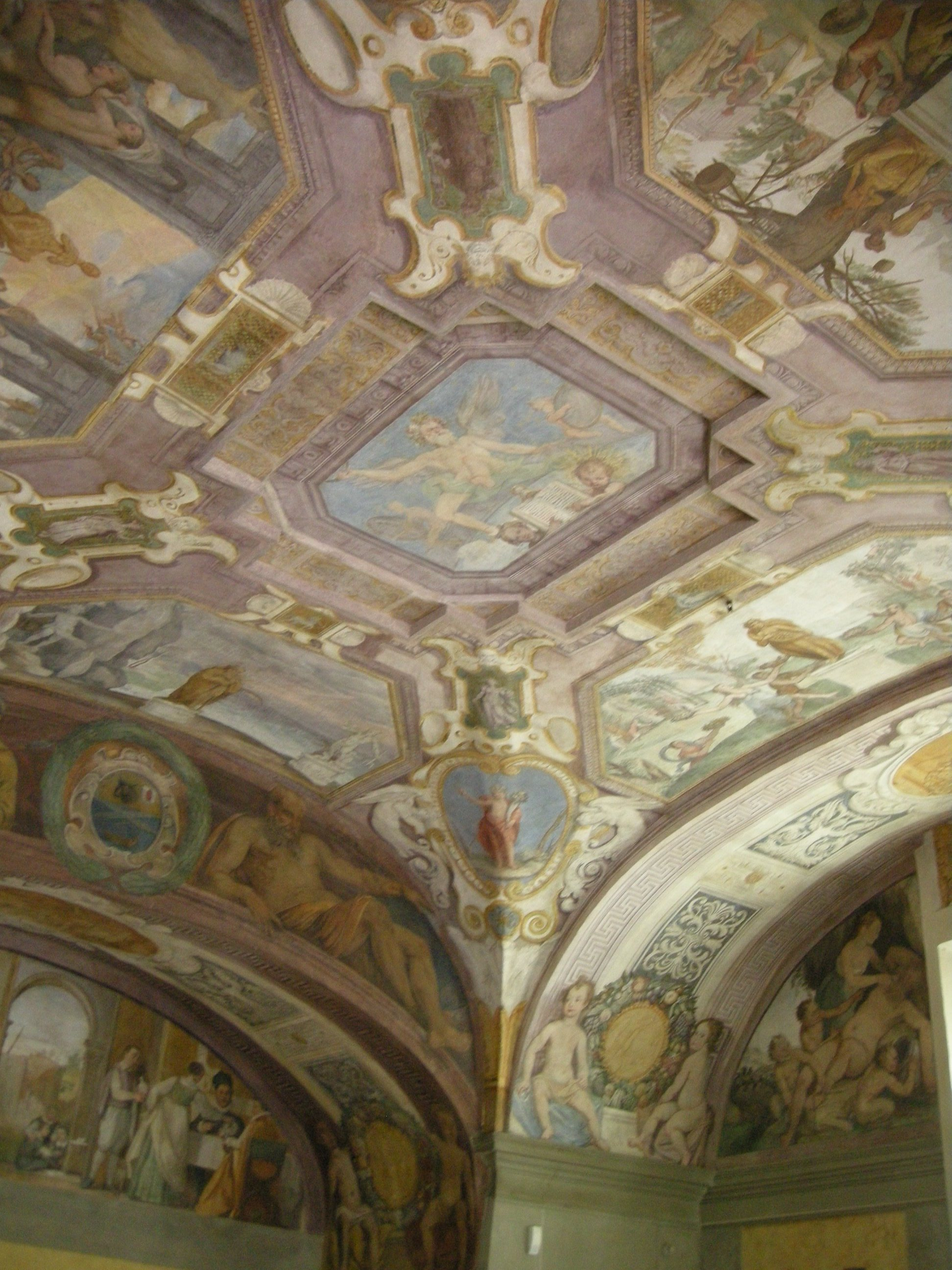
La voûte
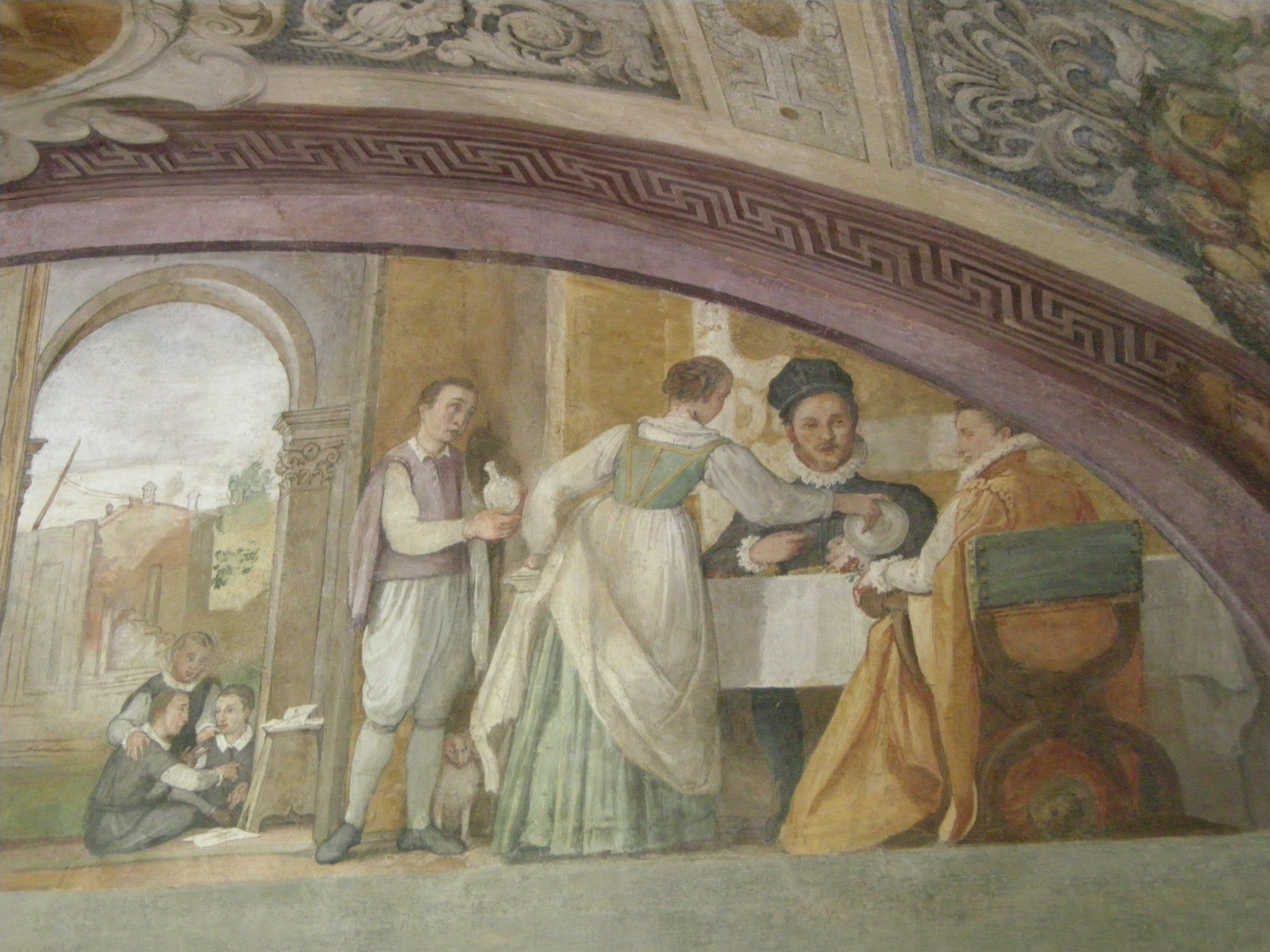
Autoportrait de Federico Zuccari